# Христу, Константинос (футболист)
Константинос Христу (греч. Κωνσταντίνος Χρίστου; родился 19 апреля 2003 года, Никосия, Кипр) — кипрский футболист, полузащитник клуба «Омония» (Никосия), выступающий на правах аренды за «МЕАП». Является кузеном Константиноса и Пиероса Сотириу.

## Клубная карьера
Константинос Христу является воспитанником «Омония (Никосия)». За клуб дебютировал в матче в Кубке Кипра против «Ксилотимву», где забил гол. В чемпионате дебютировал в матче против «Доксы Катокопиас».
9 сентября был отдан в аренду в «МЕАП». За клуб дебютировал в матче против «Красавы». Свой первый гол забил в ворота «Олимпиаса».

## Карьера в сборной
За сборную Кипра до 19 лет сыграл в 4 матчах, где забил гол в ворота Молдавии.

## Достижения
- Обладатель Кубка Кипра: 2021/22